# Черноморский сельский округ
Черномо́рский се́льский о́круг — административно-территориальная единица города Горячий Ключ как объекта административно-территориального устройства Краснодарского края.
В рамках структуры администрации муниципального образования города Горячий Ключ функционирует его территориальный орган — Администрация Черноморского сельского округа.
Административный центр — посёлок Первомайский.

## Население
| 2002 | 2010  |
| ---- | ----- |
| 3402 | ↗3827 |

## Населённые пункты
Сельский округ включает 3 сельских населённых пункта:
| № | Населённый пункт | Тип населённого пункта | Население |
| - | ---------------- | ---------------------- | --------- |
| 1 | Кутаисская       | станица                | ↗324      |
| 2 | Первомайский     | посёлок                | ↗2635     |
| 3 | Черноморская     | станица                | ↗868      |

## История
20-21 февраля 1975 года город Горячий ключ был выделен из состава Апшеронского района Краснодарского края и наделён статусом города краевого подчинения, при этом из Апшеронского района Горячеключевскому горсовету были переподчинены близлежащие сельсоветы, в том числе Черноморский сельсовет. В 1990-е годы подчинённые Горячему Ключу сельсоветы (сельские администрации) были преобразованы в сельские округа.